# Molossidae
Molossidae é uma família morcegos de cauda livre, pois sua cauda se estende bastante além do uropatágio. Os molossídeos são comuns em cidades e no campo e são poderosos predadores de insetos, contribuindo em muito no controle destes últimos. O grupo tem 16 géneros e 85 espécies.

## Classificação
Subfamília Molossinae Gervais, 1856
- Mormopterus Peters, 1865
- Sauromys Roberts, 1917
- Platymops Thomas, 1906
- Molossops Peters, 1865
- Cynomops Thomas, 1920
- Myopterus É. Geoffroy, 1818
- Tadarida Rafinesque, 1814
- Chaerephon Dobson, 1874
- Mops Lesson, 1842
- Otomops Thomas, 1913
- Nyctinomops Miller, 1902
- Eumops Miller, 1906
- Promops Gervais, 1855
- Molossus É. Geoffroy, 1805
- Cheiromeles Horsfield, 1824

Subfamília Tomopeatinae Miller, 1907
- Tomopeas Miller, 1900